# Juvecaserta Basket
Pour les articles homonymes, voir Caserta (homonymie).
Maillots
La Juve Caserta Basket est un club italien de basket-ball issu de la ville de Caserte. Le club appartient à la LegA, soit le plus haut niveau du championnat italien, sous la dénomination de Eldo Caserta.

## Noms successifs
- Depuis 2008 : Eldo Caserta
- 2003 - 2008 : Pepsi Caserta
- 2002 - 2003 : Centro Energia Caserta
- 2001 - 2002 : Ellebielle Caserta
- Année 2001 : Centro Energia Caserta
- 2000 - 2001 : Pepsi Caserta
- 1995 - 1999 : JuveCaserta
- 1993 - 1994 : Onyx Caserta
- 1989 - 1993 : Phonola Caserta
- 1987 - 1989 : Snaidero Caserta
- 1986 - 1987 : Mobilgirgi Caserta
- 1982 - 1983 : Indesit Caserta
- Avant 1980 : JuveCaserta

## Palmarès
- Finaliste de la Coupe Korać : 1986
- Finaliste de la Coupe des coupes : 1989
- Champion d'Italie : 1990
- Vainqueur de la Coupe d'Italie : 1988

## Entraîneurs successifs
- 2014 - 2015 :  Vincenzo Esposito
- 2014 :  Zare Markovski
- 2013 - 2014 :  Emanuele Molin
- 2009 - 2013 :  Stefano Sacripanti
- 2008 - 2009 :  Fabrizio Frates
- 2007 - 2008 :  Andrea Trinchieri
- 2004 - 2005 :  Franco Marcelletti
- 1986 - 1992 :  Franco Marcelletti
- 1982 - 1986 :  Bogdan Tanjević

## Joueurs célèbres ou marquants
- Oscar Schmidt
- Jay Larranaga
- Ferdinando Gentile
- Vincenzo Esposito
- Sean Colson